# Lasza Dżandżgawa
Lasza Dżandżgawa (ur. 5 maja 1970) – gruziński szachista i trener szachowy (FIDE Trainer od 2010), arcymistrz od 1993 roku.

## Kariera szachowa
Znaczące sukcesy zaczął odnosić w drugiej połowie lat 80. XX wieku, dwukrotnie startując w półfinałach indywidualnych mistrzostw Związku Radzieckiego oraz kilkukrotnie osiągając dobre wyniki w turniejach juniorów do 20 lat, m.in. dz. II m. w Oakham (1988, za Jamesem Howellem, wspólnie z Lucasem Brunnerem, Michaelem Adamsem i Borisem Gelfandem), IV m. w Bordżomi (1988, za Aleksiejem Driejewem, Aleksiejem Szyrowem i Władimirem Akopianem) oraz IV m. w Jurmale (1989, za Michaiłem Ułybinem, Rusłanem Szczerbakowem i Władimirem Akopianem). Na przełomie 1989/90 r. odniósł duży sukces w Hastings, gdzie w turnieju scheveningen podzielił I m. wspólnie z Josephem Gallagherem, Grigorijem Kajdanowem i Siergiejem Smaginem. W 1991 r. podzielił III m. (za Zurabem Sturuą i Giorgim Giorgadzem, wspólnie z Mają Cziburdanidze) w Tbilisi, a 1992 r. zdobył w Antwerpii tytuł akademickiego mistrza świata.
W tym okresie należał już do ścisłej czołówki gruzińskich szachistów. Pomiędzy 1992 a 1998 r. czterokrotnie reprezentował narodowe barwy na szachowych olimpiadach. Oprócz tego dwukrotnie (1992, 2005) wystąpił na drużynowych mistrzostwach Europy. Wielokrotnie startował w finałach indywidualnych mistrzostw Gruzji, tytuły mistrzowskie zdobywając w latach 1994 i 1996.
Najwyższy ranking w karierze osiągnął 1 stycznia 1993 r., z wynikiem 2510 punktów dzielił wówczas 6-7. miejsce wśród gruzińskich szachistów. Od 1999 r. praktycznie nie uczestniczy w turniejach klasyfikowanych przez Międzynarodową Federację Szachową.